# الاهتزاز (وحدة)
الاهتزاز (بالإنجليزية: Shake) هي وحدة مترية غير رسمية للزمن وتساوي 10 نانوثانية أو -108 ثانية. إن لهذه الوحدة تطبيقات في الفيزياء النووية، مما يساعد على سهولة التعبير عن توقيت الأحداث المختلفة في التفاعل النووي، وخاصة التفاعلات النيوترونية.
إن هزة واحدة تعتبر هي الوقت النموذجي المطلوب لخطوة واحدة في التفاعل المتسلسل (ويعني ذلك أن الوقت النموذجي الازم لكل نيوترون ليتسبب في حدوث انشطار، والذي بدوره سوف يطلق المزيد من النيوترونات) وعادة ما يكتمل هذا التفاعل المتسلسل عندما يحقق من 50 إلى 100 هزة.
يمكن لهذا أن ينطبق على الدوائر الكهربائية أيضًا، نظرًا لأن تقدم الإشارة في الدوائر الإلكترونية المتكاملة (بالإنجليزية: integrated circuits) يحدث بسرعة عالية ويقاس بالنانوثانية، ولذلك فإن الإهتزاز يعتبر مقياس جيد لمدى سرعة تقدم الإشارة عبر هذه الدوائر المتكاملة.
كما هو الحال في العديد من الوحدات النووية، فهذه الوحدة مشتقة من العمليات السرية للغاية لمشروع مانهاتن خلال الحرب العالمية الثانية، فقد تم اشتقاق كلمة اهتزاز من عبارة «اهتزاز ذيل الحَمَل»، وهذا يشير إلى فترة زمنية قصيرة جدًا، وبالنسبة لمصممي القنبلة النووية، فقد كانت ال 10 نانوثانية فترة زمنية مناسبة للاتصال بهذا المصطلح.
كان النقاش لفترات طويلة حول موضوع أن أقدم استخدام موثق لعبارة «هزتان من ذيل الحَمَل» كانت قد وردت في الأعمال المُجَمعة لريتشارد هاريس بارهام الملقب ب (بالإنجليزية: (The ingoldsby legends في عام (1840)، وايضًا فإنه من المحتمل أن تكون موجودة في اللغة العامية قبل ذلك بوقت طويل.